# Newcastle’s Discovery Museum
Музей Открытий основан в 1934 году как «Городской Музей Науки и Промышленности». Коллекции были размещены во временном павильоне, построенном в 1929 для North East Coast Exhibition в Выставочном Парке, в Ньюкасл-апон-Тайне. Это был первый Музей науки Великобритании за пределами Лондона.
Коллекция и экспонаты за 40 лет выросли так, что временный павильон уже не мог удовлетворять потребностям музея. В 1978 году музей был вновь перенесён в дом Блэндфордов, бывшую кооперативную оптовую штаб-квартиру Общества по северному региону. Спроектированное Oliver, Leeson & Wood, это великолепное здание 1899 года, было распределительным центром для более чем 100 кооперативных магазинов по всему региону, и вмещало обширные складские помещения и офисы.
В 1993 году музей был вновь открыт как «Discovery Museum». Текущая реконструкция привнесла много новых экспонатов за последние годы, например, впечатляющую Turbinia, полученную в 1994 году.
В 2004 году потрачено 13 млн фунтов стерлингов на реконструкцию и уже в 2005 году было самым популярным местом в регионе — 450000 посетителей.